# Llista de topònims d'Olèrdola
Llista de topònims (noms propis de lloc) del municipi d'Olèrdola, a l'Alt Penedès
Informació actualitzada per un bot. Els canvis manuals es perdran quan s'actualitzi!
| imatge | Nom                    | Ubicat a | instància de | Detalls | coordenades                                                              | Protecció | Commons (més fotos) | Dades a WD                    |
| ------ | ---------------------- | -------- | ------------ | ------- | ------------------------------------------------------------------------ | --------- | ------------------- | ----------------------------- |
|        | Bosc de can Trabal     | Olèrdola |              |         | 41° 18′ 59″ N, 1° 45′ 00″ E / 41.31638°N,1.75009°E ca:Al SW del municipi |           |                     | Modifica les dades a Wikidata |
|        | Cucones de la Barquera | Olèrdola |              |         | 41° 19′ 57″ N, 1° 44′ 23″ E / 41.33242°N,1.73985°E ca:La Barquera        |           |                     | Modifica les dades a Wikidata |

## arbre singular
| imatge | Nom                    | Ubicat a | instància de   | Detalls                                               | coordenades | Protecció | Commons (més fotos) | Dades a WD                    |
| ------ | ---------------------- | -------- | -------------- | ----------------------------------------------------- | --- | --------- | ------------------- | ----------------------------- |
|        | Antic pi de la Serreta | Olèrdola | arbre singular |                                                       | 41° 19′ 42″ N, 1° 42′ 51″ E / 41.32837°N,1.71413°E ca:Mas Rabassa                                              |           |                     | Modifica les dades a Wikidata |
|        | alzina de Mas Rabassa  | Olèrdola | arbre singular | Taxon: alzina (Quercus ilex) Ample: 23.28m Alt: 17.5m | 41° 20′ 04″ N, 1° 43′ 27″ E / 41.334501°N,1.724219°E ca:Mas Rabassa 220 msnm                                   |           |                     | Modifica les dades a Wikidata |
|        | els Tres Pins          | Olèrdola | arbre singular |                                                       | 41° 19′ 19″ N, 1° 41′ 34″ E / 41.3218567°N,1.6926399°E ca:Al S del nucli de Moja, al costat del camp de futbol |           |                     | Modifica les dades a Wikidata |
|        | olivera de can Trabal  | Olèrdola | arbre singular |                                                       | 41° 19′ 02″ N, 1° 45′ 16″ E / 41.3173293°N,1.7544101°E ca:Avinguda de Cal Trabal, davant del Local Social      |           |                     | Modifica les dades a Wikidata |
|        | olivera del Corral Nou | Olèrdola | arbre singular |                                                       | 41° 19′ 29″ N, 1° 43′ 12″ E / 41.3248°N,1.71989°E ca:La Serreta                                                |           |                     | Modifica les dades a Wikidata |

## barraca de vinya
| imatge | Nom                                          | Ubicat a | instància de     | Detalls                     | coordenades | Protecció                    | Commons (més fotos) | Dades a WD                    |
| ------ | -------------------------------------------- | -------- | ---------------- | --------------------------- | --- | ---------------------------- | ------------------- | ----------------------------- |
|        | barraca al sud oest de can Trabal I          | Olèrdola | barraca de vinya |                             | 41° 18′ 50″ N, 1° 44′ 50″ E / 41.31377°N,1.74716°E ca:Al sud oest de Can Trabal                                                          |                              |                     | Modifica les dades a Wikidata |
|        | barraca al sud oest de can Trabal II         | Olèrdola | barraca de vinya |                             | 41° 18′ 50″ N, 1° 44′ 54″ E / 41.31398°N,1.74842°E ca:Al sud oest de Can Trabal, seguir pel camí que va a Les Garrigues.                 |                              |                     | Modifica les dades a Wikidata |
|        | barraca al sud oest de can Trabal III        | Olèrdola | barraca de vinya |                             | 41° 18′ 54″ N, 1° 44′ 54″ E / 41.31497°N,1.74839°E ca:Al sud oest de la urbanització de Can Trabal                                       |                              |                     | Modifica les dades a Wikidata |
|        | barraca al sud oest de can Trabal IV         | Olèrdola | barraca de vinya |                             | 41° 18′ 56″ N, 1° 45′ 00″ E / 41.31562°N,1.75001°E ca:Al sud oest de Can Trabal                                                          |                              |                     | Modifica les dades a Wikidata |
|        | barraca de Camalligues I                     | Olèrdola | barraca de vinya |                             | 41° 19′ 06″ N, 1° 44′ 57″ E / 41.31846°N,1.74912°E ca:Camalligues                                                                        |                              |                     | Modifica les dades a Wikidata |
|        | barraca de Camalligues II                    | Olèrdola | barraca de vinya |                             | 41° 19′ 03″ N, 1° 44′ 52″ E / 41.31746°N,1.74779°E ca:Camalligues                                                                        |                              |                     | Modifica les dades a Wikidata |
|        | barraca de la Creu Blanca                    | Olèrdola | barraca de vinya |                             | 41° 19′ 20″ N, 1° 41′ 07″ E / 41.32226°N,1.68524°E ca:La Creu Blanca                                                                     |                              |                     | Modifica les dades a Wikidata |
|        | barraca de la Plana de les Garrigues I       | Olèrdola | barraca de vinya |                             | 41° 18′ 57″ N, 1° 44′ 29″ E / 41.31594°N,1.74144°E ca:Plana de les Garrigues                                                             |                              |                     | Modifica les dades a Wikidata |
|        | barraca de la Plana de les Garrigues II      | Olèrdola | barraca de vinya |                             | 41° 19′ 01″ N, 1° 44′ 24″ E / 41.31681°N,1.74007°E ca:Plana de les Garrigues                                                             |                              |                     | Modifica les dades a Wikidata |
|        | barraca de la pedrera de cal Bertranet       | Olèrdola | barraca de vinya | 1903                        | 41° 20′ 09″ N, 1° 45′ 09″ E / 41.3357242°N,1.7524082°E                                                                                   |                              |                     | Modifica les dades a Wikidata |
|        | barraca de la ruta del Vi I                  | Olèrdola | barraca de vinya |                             | 41° 19′ 06″ N, 1° 44′ 30″ E / 41.3184312°N,1.741652°E ca:A uns 500 m al S de la Penya del Papiol                                         |                              |                     | Modifica les dades a Wikidata |
|        | barraca de la ruta del Vi II                 | Olèrdola | barraca de vinya |                             | 41° 19′ 01″ N, 1° 44′ 39″ E / 41.3170475°N,1.7440374°E                                                                                   |                              |                     | Modifica les dades a Wikidata |
|        | barraca de les Casetes del Rossell           | Olèrdola | barraca de vinya |                             | 41° 19′ 10″ N, 1° 44′ 47″ E / 41.31947°N,1.74645°E ca:Camí de Viladellops a Can Trabal                                                   |                              |                     | Modifica les dades a Wikidata |
|        | barraca del Bosc Negre                       | Olèrdola | barraca de vinya |                             | 41° 18′ 43″ N, 1° 44′ 27″ E / 41.31199°N,1.74071°E ca:Bosc Negre (Viladellops)                                                           |                              |                     | Modifica les dades a Wikidata |
|        | barraca del Fondo de la Seguera II           | Olèrdola | barraca de vinya | Estil: arquitectura popular | 41° 18′ 28″ N, 1° 42′ 27″ E / 41.307722222222225°N,1.7075°E ca:A uns 2.000 m. des de la carretera C-15, pel camí del Fondo de la Seguera | bé amb protecció urbanística |                     | Modifica les dades a Wikidata |
|        | barraca del Saldonar I                       | Olèrdola | barraca de vinya |                             | 41° 18′ 56″ N, 1° 44′ 18″ E / 41.31552°N,1.7383°E ca:El Saldonar                                                                         |                              |                     | Modifica les dades a Wikidata |
|        | barraca del camí de Viladellops a can Trabal | Olèrdola | barraca de vinya |                             | 41° 18′ 45″ N, 1° 44′ 21″ E / 41.31253°N,1.73904°E ca:Camí de Viladellops a Can Trabal                                                   |                              |                     | Modifica les dades a Wikidata |
|        | barraca del camí del Bosc Negre              | Olèrdola | barraca de vinya |                             | 41° 18′ 47″ N, 1° 44′ 23″ E / 41.31314°N,1.73974°E ca:Camí del Bosc Negre (Viladellops)                                                  |                              |                     | Modifica les dades a Wikidata |

## casa
| imatge | Nom                                | Ubicat a      | instància de | Detalls                                     | coordenades | Protecció                                  | Commons (més fotos)     | Dades a WD                    |
| ------ | ---------------------------------- | ------------- | ------------ | ------------------------------------------- | --- | ------------------------------------------ | ----------------------- | ----------------------------- |
|        | Cal Font de l'Era                  | Olèrdola      | casa         | 20th century                                | 41° 19′ 37″ N, 1° 41′ 30″ E / 41.32685°N,1.69179°E ca:C. del Sol, 1 |                                            |                         | Modifica les dades a Wikidata |
|        | Cal Guardiet                       | Olèrdola      | casa         | 20th century                                | 41° 19′ 36″ N, 1° 41′ 31″ E / 41.32655°N,1.69194°E ca:C. del Sol, 9 |                                            |                         | Modifica les dades a Wikidata |
|        | Casa Batlle                        | Olèrdola      | casa         | Estil: arquitectura modernista 20th century | 41° 19′ 34″ N, 1° 41′ 29″ E / 41.3261°N,1.69128°E ca:C. de la germandat, 1, Moja | bé integrant del patrimoni cultural català | Casa Batlle (Olèrdola)  | Modifica les dades a Wikidata |
|        | Casa Francesc Tort                 | Olèrdola Moja | casa         | Estil: arquitectura modernista 1920         | 41° 19′ 33″ N, 1° 41′ 27″ E / 41.3259°N,1.69093°E ca:Carrer Sant Jaume, 5 | bé integrant del patrimoni cultural català |                         | Modifica les dades a Wikidata |
|        | Casa del C. Llarg, 31              | Olèrdola      | casa         | 19th century                                | 41° 19′ 28″ N, 1° 41′ 25″ E / 41.32435°N,1.69023°E ca:C. Llarg, 31 |                                            |                         | Modifica les dades a Wikidata |
|        | Casa del C. Penafel, 37            | Olèrdola      | casa         | 20th century                                | 41° 19′ 29″ N, 1° 41′ 21″ E / 41.32477°N,1.68908°E ca:C. de Penafel, 37 |                                            |                         | Modifica les dades a Wikidata |
|        | Casa del C. Santa Margarida, 21    | Olèrdola      | casa         | 20th century                                | 41° 19′ 31″ N, 1° 41′ 21″ E / 41.32524°N,1.68915°E ca:Al C. Sta. Margarida, 21 Moja |                                            |                         | Modifica les dades a Wikidata |
|        | Casa del C. de Sant Jaume, 2       | Olèrdola      | casa         |                                             | 41° 19′ 32″ N, 1° 41′ 29″ E / 41.32562°N,1.69135°E ca:C. de Sant Jaume, 2 |                                            |                         | Modifica les dades a Wikidata |
|        | Casa del C. del Sol, 5             | Olèrdola      | casa         | 20th century                                | 41° 19′ 36″ N, 1° 41′ 31″ E / 41.32669°N,1.69187°E ca:C. del Sol, 5 |                                            |                         | Modifica les dades a Wikidata |
|        | casa de la Plaça Te Deum. 10       | Olèrdola      | casa         |                                             | 41° 19′ 34″ N, 1° 41′ 23″ E / 41.32615°N,1.68986°E ca:Pl. Te Deum, 10. 08743 Moja |                                            |                         | Modifica les dades a Wikidata |
|        | casa de la plaça de l'Església     | Olèrdola      | casa         |                                             | 41° 19′ 34″ N, 1° 41′ 26″ E / 41.32622°N,1.69048°E ca:Plaça de l'Església, 1. 08734 Moja |                                            |                         | Modifica les dades a Wikidata |
|        | casa del Sepulcre                  | Olèrdola      | casa masia   |                                             | 41° 19′ 37″ N, 1° 43′ 41″ E / 41.32681°N,1.72806°E 41° 19′ 36″ N, 1° 43′ 41″ E / 41.32675552368164°N,1.728124976158142°E ca:Adossada a l'església del Sepulcre, a 1 km al nord-est del nucli de Sant Miquel |                                            |                         | Modifica les dades a Wikidata |
|        | casa del carrer Bonaire, 2         | Olèrdola      | casa         |                                             | 41° 19′ 35″ N, 1° 41′ 26″ E / 41.32652°N,1.69061°E ca:C. Bonaire, 2 |                                            |                         | Modifica les dades a Wikidata |
|        | casa del carrer d'Olivella, 9      | Olèrdola      | casa         | 20th century                                | 41° 19′ 27″ N, 1° 41′ 21″ E / 41.32418°N,1.68917°E ca:C. d'Olivella, 9 |                                            |                         | Modifica les dades a Wikidata |
|        | cases de la Serra                  | Olèrdola      | casa         |                                             | 41° 19′ 48″ N, 1° 43′ 05″ E / 41.3301°N,1.71795°E ca:La Serra |                                            |                         | Modifica les dades a Wikidata |
|        | cases del Carrer de la Marquesa    | Olèrdola      | casa         |                                             | 41° 19′ 24″ N, 1° 41′ 18″ E / 41.32325°N,1.68844°E ca:C. de la Marquesa |                                            |                         | Modifica les dades a Wikidata |
|        | cases del carrer d'Olivella, 22-24 | Olèrdola      | casa         | 19th century                                | 41° 19′ 28″ N, 1° 41′ 23″ E / 41.32449°N,1.68962°E ca:C. d'Olivella, 22-24 |                                            |                         | Modifica les dades a Wikidata |
|        | l'Hostal Nou                       | Olèrdola      | casa         | Estil: arquitectura popular 1722            | 41° 21′ 21″ N, 1° 43′ 40″ E / 41.3559°N,1.72782°E ca:Polígon industrial de Sant Pere Molanta, N-340 | bé integrant del patrimoni cultural català | L'Hostal Nou (Olèrdola) | Modifica les dades a Wikidata |

## castell
| imatge | Nom                   | Ubicat a | instància de | Detalls                      | coordenades                                                                | Protecció                                            | Commons (més fotos)   | Dades a WD                    |
| ------ | --------------------- | -------- | ------------ | ---------------------------- | -------------------------------------------------------------------------- | ---------------------------------------------------- | --------------------- | ----------------------------- |
|        | Castell d'Olèrdola    | Olèrdola | castell      | Estil: arquitectura romànica | 41° 18′ 06″ N, 1° 42′ 33″ E / 41.301636°N,1.709114°E ca:Ctra. C-244, km. 2 | bé cultural d'interès nacional                       | Castell d'Olèrdola    | Modifica les dades a Wikidata |
|        | Castellot de Barquera | Olèrdola | castell      | Estil: arquitectura romànica | 41° 19′ 58″ N, 1° 44′ 18″ E / 41.3329°N,1.73827°E                          | bé d'interès cultural bé cultural d'interès nacional | Castellot de Barquera | Modifica les dades a Wikidata |

## cementiri
| imatge | Nom                            | Ubicat a | instància de | Detalls      | coordenades                                                                                            | Protecció | Commons (més fotos) | Dades a WD                    |
| ------ | ------------------------------ | -------- | ------------ | ------------ | --- | --------- | ------------------- | ----------------------------- |
|        | cementiri de Moja              | Olèrdola | cementiri    |              | 41° 19′ 16″ N, 1° 41′ 54″ E / 41.3211518°N,1.6982012°E ca:El Maset, al costat del Camí Rossend Montané |           |                     | Modifica les dades a Wikidata |
|        | cementiri de Sant Pere Molanta | Olèrdola | cementiri    | 19th century | 41° 20′ 50″ N, 1° 44′ 39″ E / 41.34714°N,1.74408°E ca:Sant Pere Molanta                                |           |                     | Modifica les dades a Wikidata |

## cova
| imatge | Nom                    | Ubicat a | instància de | Detalls | coordenades                                                                         | Protecció | Commons (més fotos) | Dades a WD                    |
| ------ | ---------------------- | -------- | ------------ | ------- | ----------------------------------------------------------------------------------- | --------- | ------------------- | ----------------------------- |
|        | cova de la Muntanyeta  | Olèrdola | cova         |         | 41° 19′ 03″ N, 1° 42′ 14″ E / 41.3175482156884°N,1.7039521770158°E ca:La Muntanyeta |           |                     | Modifica les dades a Wikidata |
|        | cova del Bagaret       | Olèrdola | cova         |         | 41° 18′ 56″ N, 1° 44′ 38″ E / 41.3155773542212°N,1.74391866818636°E                 |           |                     | Modifica les dades a Wikidata |
|        | coves de Can Castellví | Olèrdola | cova         |         | 41° 18′ 21″ N, 1° 41′ 54″ E / 41.3057124748818°N,1.69836921790151°E                 |           |                     | Modifica les dades a Wikidata |
|        | les Coves              | Olèrdola | cova         |         | 41° 18′ 17″ N, 1° 43′ 51″ E / 41.3046613957968°N,1.73088098935445°E                 |           |                     | Modifica les dades a Wikidata |

## edifici
| imatge | Nom                                     | Ubicat a | instància de | Detalls                                                      | coordenades | Protecció                                  | Commons (més fotos)       | Dades a WD                    |
| ------ | --------------------------------------- | -------- | ------------ | ------------------------------------------------------------ | --- | ------------------------------------------ | ------------------------- | ----------------------------- |
|        | Cabana i Pou del Maset                  | Olèrdola | edifici      | 20th century                                                 | 41° 19′ 25″ N, 1° 41′ 53″ E / 41.3235°N,1.69817°E ca:Camí del Maset                                                               |                                            |                           | Modifica les dades a Wikidata |
|        | Caves Hill                              | Olèrdola | edifici      | Estil: arquitectura modernista 1887                          | 41° 19′ 24″ N, 1° 41′ 22″ E / 41.3232°N,1.68946°E ca:carrer Bonavista / carrer Llarg, al sud de Moja, al límit del nucli urbà.    | bé cultural d'interès local                | Caves Hill                | Modifica les dades a Wikidata |
|        | Femer de Can Porroig                    | Olèrdola | edifici      | Estil: arquitectura popular 20th century                     | 41° 21′ 33″ N, 1° 43′ 35″ E / 41.35921°N,1.72626°E ca:En un camp davant de l'AP7.                                                 | bé integrant del patrimoni cultural català |                           | Modifica les dades a Wikidata |
|        | Rectoria de Moja                        | Olèrdola | edifici      | 19th century                                                 | 41° 19′ 34″ N, 1° 41′ 27″ E / 41.32607°N,1.69082°E ca:Pl. de l'Església, 4                                                        |                                            |                           | Modifica les dades a Wikidata |
|        | Sindicat Agrícola de Moja               | Olèrdola | edifici      | Arquitecte: Cèsar Martinell i Brunet Estil: noucentisme 1921 | 41° 19′ 27″ N, 1° 41′ 38″ E / 41.3241°N,1.69397°E ca:Moja, carrer Carrerada                                                       | bé cultural d'interès local                | Sindicat Agrícola de Moja | Modifica les dades a Wikidata |
|        | Societat Cultural de Sant Jaume de Moja | Olèrdola | edifici      | 20th century                                                 | 41° 19′ 29″ N, 1° 41′ 22″ E / 41.3248204°N,1.68941°E ca:Carrer Sant Ferran,1 xamfrà amb carrer del Local Nou i carrer de Penyafel |                                            |                           | Modifica les dades a Wikidata |
|        | la Casalta                              | Olèrdola | edifici      |                                                              | Daltmar |                                            |                           | Modifica les dades a Wikidata |

## element arquitectònic
| imatge | Nom                              | Ubicat a | instància de                | Detalls      | coordenades | Protecció | Commons (més fotos) | Dades a WD                    |
| ------ | -------------------------------- | -------- | --------------------------- | ------------ | --- | --------- | ------------------- | ----------------------------- |
|        | Arnes de Cal Montané             | Olèrdola | element arquitectònic rusc  | 19th century | 41° 19′ 55″ N, 1° 43′ 18″ E / 41.33193°N,1.72174°E ca:Hort de Cal Montané                                                            |           |                     | Modifica les dades a Wikidata |
|        | Claper de les Clotes del Rossell | Olèrdola | element arquitectònic       |              | 41° 19′ 18″ N, 1° 45′ 48″ E / 41.32178°N,1.76334°E ca:Clotes del Rossell                                                             |           |                     | Modifica les dades a Wikidata |
|        | Pou de les Clotes del Rossell    | Olèrdola | element arquitectònic       |              | 41° 19′ 10″ N, 1° 45′ 45″ E / 41.31933°N,1.7624°E ca:Les Clotes del Rossell                                                          |           |                     | Modifica les dades a Wikidata |
|        | Sínia de Can Torres              | Olèrdola | element arquitectònic sínia | 20th century | 41° 20′ 16″ N, 1° 44′ 36″ E / 41.33776°N,1.74328°E ca:Al nord del nucli de les Torres                                                |           |                     | Modifica les dades a Wikidata |
|        | Torre de l'aigua de Viladellops  | Olèrdola | element arquitectònic       |              | 41° 18′ 32″ N, 1° 44′ 13″ E / 41.3089602°N,1.7369518°E ca:Al N del nucli de Viladellops, al camí de Viladellops. Punt 6 Ruta del Vi. |           |                     | Modifica les dades a Wikidata |

## entitat singular de població
| imatge | Nom                                        | Ubicat a | instància de                                    | Detalls  | coordenades | Protecció | Commons (més fotos) | Dades a WD                    |
| ------ | ------------------------------------------ | -------- | ----------------------------------------------- | -------- | --- | --------- | ------------------- | ----------------------------- |
|        | Can Trabal                                 | Olèrdola | entitat singular de població                    | 543 hab  | 41° 19′ 11″ N, 1° 44′ 44″ E / 41.319631993457°N,1.7455344006194°E 240 msnm                                               |           |                     | Modifica les dades a Wikidata |
|        | Daltmar                                    | Olèrdola | entitat singular de població                    | 761 hab  | 41° 17′ 34″ N, 1° 41′ 39″ E / 41.29277778°N,1.69416667°E 325 msnm                                                        |           |                     | Modifica les dades a Wikidata |
|        | Moja                                       | Olèrdola | entitat singular de població                    | 1375 hab | 41° 19′ 33″ N, 1° 41′ 28″ E / 41.32570278°N,1.69108056°E 231 msnm                                                        |           | Moja                | Modifica les dades a Wikidata |
|        | Polígon industrial Clot de Moja            | Olèrdola | entitat singular de població polígon industrial | 2 hab    | 41° 19′ 58″ N, 1° 41′ 11″ E / 41.332707°N,1.686452°E 186 msnm                                                            |           |                     | Modifica les dades a Wikidata |
|        | Sant Miquel d'Olèrdola                     | Olèrdola | entitat singular de població capital municipal  | 435 hab  | 41° 19′ 12″ N, 1° 43′ 19″ E / 41.320107°N,1.721875°E 187 msnm                                                            |           |                     | Modifica les dades a Wikidata |
|        | Sant Pere Molanta                          | Olèrdola | entitat singular de població                    | 762 hab  | 41° 20′ 55″ N, 1° 44′ 22″ E / 41.34848889°N,1.73954444°E 232 msnm                                                        |           | Sant Pere Molanta   | Modifica les dades a Wikidata |
|        | Viladellops                                | Olèrdola | entitat singular de població                    | 51 hab   | 41° 18′ 23″ N, 1° 44′ 14″ E / 41.3063799525748°N,1.73726239325888°E ca:Viladellops, accés des de la ctra. C-15a 191 msnm |           | Viladellops         | Modifica les dades a Wikidata |
|        | el Polígon Industrial de Sant Pere Molanta | Olèrdola | entitat singular de població polígon industrial | 9 hab    | 41° 21′ 22″ N, 1° 44′ 00″ E / 41.356185°N,1.733416°E 226 msnm                                                            |           |                     | Modifica les dades a Wikidata |

## església
| imatge | Nom                                     | Ubicat a | instància de | Detalls                                                                    | coordenades | Protecció                                            | Commons (més fotos)                     | Dades a WD                    |
| ------ | --------------------------------------- | -------- | ------------ | -------------------------------------------------------------------------- | --- | ---------------------------------------------------- | --------------------------------------- | ----------------------------- |
|        | Sant Esteve de Moja                     | Olèrdola | església     | Estil: arquitectura romànica                                               | 41° 19′ 34″ N, 1° 41′ 27″ E / 41.326°N,1.69089°E ca:Al nucli urbà de Moja, al costat de l'església parroquial moderna de Moja              | bé cultural d'interès local                          | Sant Esteve de Moja                     | Modifica les dades a Wikidata |
|        | Sant Jaume de Moja                      | Olèrdola | església     | Arquitecte: Jeroni Granell i Mundet Estil: historicisme arquitectònic 1876 | 41° 19′ 34″ N, 1° 41′ 26″ E / 41.326°N,1.69065°E ca:Al nucli urbà de Moja, al costat de la capella romànica de Sant Cugat de Moja          | bé cultural d'interès local                          | Sant Jaume de Moja                      | Modifica les dades a Wikidata |
|        | Sant Joan de Viladellops                | Olèrdola | església     | Estil: arquitectura romànica                                               | 41° 18′ 18″ N, 1° 44′ 07″ E / 41.305°N,1.73524°E ca:Al S del nucli de Viladellops                                                          | bé integrant del patrimoni cultural català           | Sant Joan de Viladellops                | Modifica les dades a Wikidata |
|        | Santa Maria dels Albats                 | Olèrdola | església     | Estil: arquitectura romànica 11st century                                  | 41° 18′ 18″ N, 1° 42′ 48″ E / 41.305°N,1.71324°E ca:ctra. C-244. km. 2 Olèrdola                                                            | bé integrant del patrimoni cultural català           | Santa Maria dels Albats                 | Modifica les dades a Wikidata |
|        | capella del Sant Sepulcre               | Olèrdola | església     | Estil: arquitectura romànica 11st century                                  | 41° 19′ 36″ N, 1° 43′ 42″ E / 41.3266°N,1.7282°E ca:Adossada a la casa anomenada del Sepulcre, a 1 km al nord-est del nucli de Sant Miquel | bé d'interès cultural bé cultural d'interès nacional | Capella del Sant Sepulcre d'Olèrdola    | Modifica les dades a Wikidata |
|        | església de Sant Miquel d'Olèrdola      | Olèrdola | església     | Estil: arquitectura romànica 11st century                                  | 41° 18′ 09″ N, 1° 42′ 34″ E / 41.3025°N,1.70944°E ca:Castell d'Olèrdola (Ctra. BV-2443)                                                    | bé cultural d'interès nacional bé d'interès cultural | Sant Miquel d'Olèrdola                  | Modifica les dades a Wikidata |
|        | església de Sant Pere Molanta           | Olèrdola | església     | Estil: arquitectura barroca 1774                                           | 41° 20′ 31″ N, 1° 44′ 38″ E / 41.3419°N,1.74384°E ca:Carretera BV-2415, km 1                                                               | bé cultural d'interès local                          | Església de Sant Pere Molanta           | Modifica les dades a Wikidata |
|        | església nova de Sant Miquel d'Olèrdola | Olèrdola | església     | Estil: arquitectura eclèctica 1880s                                        | 41° 19′ 15″ N, 1° 43′ 23″ E / 41.3208°N,1.723°E ca:El nucli de Sant Miquel d'Olèrdola.                                                     | bé cultural d'interès local                          | Església nova de Sant Miquel d'Olèrdola | Modifica les dades a Wikidata |

## fita
| imatge | Nom                     | Ubicat a | instància de               | Detalls      | coordenades                                                    | Protecció | Commons (més fotos) | Dades a WD                    |
| ------ | ----------------------- | -------- | -------------------------- | ------------ | -------------------------------------------------------------- | --------- | ------------------- | ----------------------------- |
|        | Fita de la Serreta I    | Olèrdola | fita element arquitectònic | 20th century | 41° 19′ 51″ N, 1° 43′ 06″ E / 41.3308°N,1.71845°E ca:La Serra  |           |                     | Modifica les dades a Wikidata |
|        | Fita de la Serreta II   | Olèrdola | fita element arquitectònic | 20th century | 41° 19′ 56″ N, 1° 43′ 10″ E / 41.33219°N,1.71942°E ca:La Serra |           |                     | Modifica les dades a Wikidata |
|        | Fita de la Serreta III  | Olèrdola | fita element arquitectònic | 20th century | 41° 19′ 54″ N, 1° 43′ 13″ E / 41.33176°N,1.72031°E ca:La Serra |           |                     | Modifica les dades a Wikidata |
|        | Fita de la Serreta IV   | Olèrdola | fita element arquitectònic | 20th century | 41° 19′ 56″ N, 1° 43′ 16″ E / 41.33216°N,1.72124°E ca:La Serra |           |                     | Modifica les dades a Wikidata |
|        | Fita de la Serreta IX   | Olèrdola | fita                       | 20th century | 41° 20′ 03″ N, 1° 43′ 17″ E / 41.3341°N,1.72126°E ca:La Serra  |           |                     | Modifica les dades a Wikidata |
|        | Fita de la Serreta V    | Olèrdola | fita element arquitectònic | 20th century | 41° 19′ 56″ N, 1° 43′ 16″ E / 41.33234°N,1.72099°E ca:La Serra |           |                     | Modifica les dades a Wikidata |
|        | Fita de la Serreta VI   | Olèrdola | fita                       | 20th century | 41° 20′ 03″ N, 1° 43′ 20″ E / 41.33418°N,1.72222°E ca:La Serra |           |                     | Modifica les dades a Wikidata |
|        | Fita de la Serreta VII  | Olèrdola | fita                       | 20th century | 41° 20′ 00″ N, 1° 43′ 16″ E / 41.33342°N,1.72104°E ca:La Serra |           |                     | Modifica les dades a Wikidata |
|        | Fita de la Serreta VIII | Olèrdola | fita                       | 20th century | 41° 20′ 00″ N, 1° 43′ 16″ E / 41.33346°N,1.72105°E ca:La Serra |           |                     | Modifica les dades a Wikidata |

## font
| imatge | Nom                 | Ubicat a | instància de | Detalls      | coordenades | Protecció | Commons (més fotos) | Dades a WD                    |
| ------ | ------------------- | -------- | ------------ | ------------ | --- | --------- | ------------------- | ----------------------------- |
|        | font de Fontanilles | Olèrdola | font         | 20th century | 41° 18′ 38″ N, 1° 42′ 57″ E / 41.31061111111111°N,1.7159166666666668°E ca:Al GR 92-3, final del camí que neix al Fondo de la Seguera   |           |                     | Modifica les dades a Wikidata |
|        | font de l'Alba      | Olèrdola | font         |              | 41° 18′ 24″ N, 1° 42′ 43″ E / 41.306694444444446°N,1.7120277777777777°E ca:A 500 m al nord-est de la masia de Segarrulls, a la BV-2443 |           |                     | Modifica les dades a Wikidata |

## forn de calç
| imatge | Nom                                    | Ubicat a | instància de | Detalls                     | coordenades | Protecció                                  | Commons (més fotos)                  | Dades a WD                    |
| ------ | -------------------------------------- | -------- | ------------ | --------------------------- | --- | ------------------------------------------ | ------------------------------------ | ----------------------------- |
|        | Forn de calç de Cal Castellví          | Olèrdola | forn de calç | Estil: arquitectura popular | 41° 18′ 09″ N, 1° 41′ 48″ E / 41.302613°N,1.696565°E ca:Extrem oest del Fondo de la Seguera                                                              | bé integrant del patrimoni cultural català | Forn de calç de Cal Castellví        | Modifica les dades a Wikidata |
|        | Forn de calç de Cal Marc               | Olèrdola | forn de calç | Estil: arquitectura popular | 41° 19′ 29″ N, 1° 44′ 56″ E / 41.324739°N,1.748818°E ca:Al camí de la Penya del Papiol, al SE (pocs metres) de la masia de Can Marc                      | bé integrant del patrimoni cultural català | Forn de calç de Cal Marc             | Modifica les dades a Wikidata |
|        | Forn de calç de Mitjà Gran             | Olèrdola | forn de calç |                             | 41° 21′ 33″ N, 1° 43′ 35″ E / 41.35921°N,1.72626°E | bé integrant del patrimoni cultural català |                                      | Modifica les dades a Wikidata |
|        | Forn de calç del Fondo de la Seguera   | Olèrdola | forn de calç | Estil: arquitectura popular | 41° 18′ 48″ N, 1° 43′ 06″ E / 41.313279°N,1.718322°E ca:Camí Fondo de la Seguera, intersecció del GR 92-3 amb la ruta PR- C148. Punt 14 ruta de l'aigua. | bé integrant del patrimoni cultural català | Forn de calç del Fondo de la Seguera | Modifica les dades a Wikidata |
|        | Forn de calç del Fondo de la Vall      | Olèrdola | forn de calç | Estil: arquitectura popular | 41° 18′ 28″ N, 1° 42′ 27″ E / 41.30791°N,1.70757°E ca:Camí de la Seguera                                                                                 | bé integrant del patrimoni cultural català |                                      | Modifica les dades a Wikidata |
|        | Forn de calç del Pouet                 | Olèrdola | forn de calç | Estil: arquitectura popular | 41° 17′ 08″ N, 1° 41′ 36″ E / 41.28546°N,1.69328°E ca:Daltmar                                                                                            | bé integrant del patrimoni cultural català |                                      | Modifica les dades a Wikidata |
|        | forn de calç de les Clotes del Rossell | Olèrdola | forn de calç |                             | 41° 19′ 20″ N, 1° 45′ 42″ E / 41.32235°N,1.76153°E ca:Clotes del Rossell                                                                                 |                                            |                                      | Modifica les dades a Wikidata |

## granja
| imatge | Nom                     | Ubicat a | instància de | Detalls | coordenades                                                         | Protecció | Commons (més fotos) | Dades a WD                    |
| ------ | ----------------------- | -------- | ------------ | ------- | ------------------------------------------------------------------- | --------- | ------------------- | ----------------------------- |
|        | Granges Sol             | Olèrdola | granja       |         | 41° 20′ 41″ N, 1° 44′ 50″ E / 41.3446171841036°N,1.74720938803064°E |           |                     | Modifica les dades a Wikidata |
|        | Granges de Cal Passeres | Olèrdola | granja       |         | 41° 18′ 53″ N, 1° 42′ 25″ E / 41.314583395497°N,1.7070334994124°E   |           |                     | Modifica les dades a Wikidata |
|        | Granges de la Plana     | Olèrdola | granja       |         | 41° 17′ 56″ N, 1° 44′ 07″ E / 41.2988384060422°N,1.73541321733752°E |           |                     | Modifica les dades a Wikidata |

## jaciment arqueològic
| imatge | Nom                               | Ubicat a           | instància de                                | Detalls | coordenades                                                                | Protecció                                                                                        | Commons (més fotos)    | Dades a WD                    |
| ------ | --------------------------------- | ------------------ | ------------------------------------------- | ------- | -------------------------------------------------------------------------- | ------------------------------------------------------------------------------------------------ | ---------------------- | ----------------------------- |
|        | Abric de Can Castellví            | Olèrdola           | jaciment arqueològic gruta amb art rupestre |         | 41° 18′ 21″ N, 1° 42′ 00″ E / 41.3058°N,1.7°E                              | bé d'interès cultural lloc component de Patrimoni de la Humanitat bé cultural d'interès nacional | Abric de Can Castellví | Modifica les dades a Wikidata |
|        | Abric de Can Ximet                | Olèrdola           | jaciment arqueològic gruta amb art rupestre |         | 41° 18′ 18″ N, 1° 42′ 05″ E / 41.305092°N,1.701485°E                       | bé d'interès cultural lloc component de Patrimoni de la Humanitat bé cultural d'interès nacional |                        | Modifica les dades a Wikidata |
|        | Cova dels Segarulls               | Olèrdola           | jaciment arqueològic gruta amb art rupestre |         | 41° 18′ 51″ N, 1° 42′ 54″ E / 41.314233°N,1.714982°E                       | bé d'interès cultural lloc component de Patrimoni de la Humanitat bé cultural d'interès nacional | Cova dels Segarulls    | Modifica les dades a Wikidata |
|        | Poblat d'Olèrdola                 | Olèrdola Canyelles | jaciment arqueològic                        |         | 41° 18′ 14″ N, 1° 42′ 35″ E / 41.303836°N,1.709682°E ca:Ctra. C-244, km. 2 | bé cultural d'interès nacional bé d'interès cultural                                             | Ruïnes d'Olèrdola      | Modifica les dades a Wikidata |
|        | Taller de Fontanilles             | Olèrdola           | jaciment arqueològic                        |         | 41° 18′ 48″ N, 1° 43′ 06″ E / 41.313226°N,1.718413°E                       | bé integrant del patrimoni cultural català                                                       |                        | Modifica les dades a Wikidata |
|        | jaciment arqueològic de Cal Maiol | Olèrdola           | jaciment arqueològic                        |         | 41° 19′ 15″ N, 1° 42′ 41″ E / 41.32094°N,1.711451°E                        | bé integrant del patrimoni cultural català                                                       |                        | Modifica les dades a Wikidata |

## masia
| imatge | Nom                           | Ubicat a                              | instància de               | Detalls                                  | coordenades | Protecció                                            | Commons (més fotos)           | Dades a WD                    |
| ------ | ----------------------------- | ------------------------------------- | -------------------------- | ---------------------------------------- | --- | ---------------------------------------------------- | ----------------------------- | ----------------------------- |
|        | Ca l'Albert                   | Olèrdola                              | masia                      |                                          | 41° 19′ 27″ N, 1° 41′ 51″ E / 41.3242305303616°N,1.69746303076265°E                                                                                |                                                      |                               | Modifica les dades a Wikidata |
|        | Ca l'Ermità                   | Olèrdola                              | masia                      |                                          | 41° 19′ 44″ N, 1° 43′ 47″ E / 41.3289341001432°N,1.72984836797473°E                                                                                |                                                      |                               | Modifica les dades a Wikidata |
|        | Ca l'Esperanceta              | Olèrdola                              | masia                      |                                          | 41° 19′ 19″ N, 1° 42′ 04″ E / 41.3220550311376°N,1.70103111733101°E                                                                                |                                                      |                               | Modifica les dades a Wikidata |
|        | Cal Bagaret                   | Olèrdola                              | masia                      | 19th century                             | 41° 18′ 30″ N, 1° 45′ 21″ E / 41.3083839785368°N,1.75585927989561°E ca:Costa del Trabal                                                            |                                                      |                               | Modifica les dades a Wikidata |
|        | Cal Bailo                     | Olèrdola                              | masia                      |                                          | 41° 19′ 12″ N, 1° 43′ 31″ E / 41.3199855479501°N,1.72539828287539°E                                                                                |                                                      |                               | Modifica les dades a Wikidata |
|        | Cal Bertranet                 | Olèrdola                              | masia                      | Estil: arquitectura popular 1719         | 41° 19′ 44″ N, 1° 45′ 17″ E / 41.3289°N,1.75486°E ca:Al costat de la carretera BV-2415, a uns 500 m al S de la cruïlla amb la de l'Arboçar BV-2416 | bé integrant del patrimoni cultural català           | Cal Bertranet (Olèrdola)      | Modifica les dades a Wikidata |
|        | Cal Catantingues              | Olèrdola                              | masia                      |                                          | 41° 19′ 08″ N, 1° 43′ 46″ E / 41.3188956300267°N,1.72946981814643°E ca:Sobre la Cimentera Portland                                                 |                                                      |                               | Modifica les dades a Wikidata |
|        | Cal Clarí                     | Olèrdola                              | masia                      |                                          | 41° 19′ 33″ N, 1° 43′ 43″ E / 41.3259285734087°N,1.72848480584999°E                                                                                |                                                      |                               | Modifica les dades a Wikidata |
|        | Cal Cobellada                 | Olèrdola                              | masia                      |                                          | 41° 19′ 49″ N, 1° 43′ 05″ E / 41.3302797157549°N,1.71797991990024°E                                                                                |                                                      |                               | Modifica les dades a Wikidata |
|        | Cal Ferreny                   | Olèrdola                              | masia                      |                                          | 41° 19′ 28″ N, 1° 43′ 49″ E / 41.3245167453864°N,1.73032847435653°E                                                                                |                                                      |                               | Modifica les dades a Wikidata |
|        | Cal Garrota                   | Olèrdola                              | masia                      |                                          | 41° 18′ 14″ N, 1° 41′ 42″ E / 41.3038365549768°N,1.69497831009547°E                                                                                |                                                      |                               | Modifica les dades a Wikidata |
|        | Cal Jesús                     | Olèrdola                              | masia                      |                                          | 41° 19′ 45″ N, 1° 44′ 46″ E / 41.3292285720415°N,1.74602250666905°E                                                                                |                                                      |                               | Modifica les dades a Wikidata |
|        | Cal Maiol                     | Olèrdola                              | masia                      |                                          | 41° 19′ 23″ N, 1° 42′ 51″ E / 41.3230133537992°N,1.71417935268529°E ca:A l'oest del nucli de Sant Miquel d'Olèrdola                                |                                                      |                               | Modifica les dades a Wikidata |
|        | Cal Manel                     | Olèrdola                              | masia                      |                                          | 41° 19′ 34″ N, 1° 43′ 42″ E / 41.326242446077°N,1.72835921182872°E                                                                                 |                                                      |                               | Modifica les dades a Wikidata |
|        | Cal Marc                      | Olèrdola                              | masia                      | Estil: arquitectura popular              | 41° 19′ 32″ N, 1° 45′ 02″ E / 41.3256466273389°N,1.75044063793605°E                                                                                |                                                      |                               | Modifica les dades a Wikidata |
|        | Cal Marcel·lí                 | Olèrdola                              | masia                      |                                          | 41° 20′ 24″ N, 1° 44′ 10″ E / 41.3400632430916°N,1.73602626208295°E                                                                                |                                                      |                               | Modifica les dades a Wikidata |
|        | Cal Metjater                  | Olèrdola                              | masia                      | 19th century                             | 41° 20′ 23″ N, 1° 44′ 24″ E / 41.3395929101538°N,1.73995547190172°E ca:Camí de la Fontallada                                                       |                                                      |                               | Modifica les dades a Wikidata |
|        | Cal Mingo                     | Olèrdola                              | masia                      | Estil: arquitectura popular              | 41° 18′ 13″ N, 1° 44′ 25″ E / 41.3036488737278°N,1.74038495326035°E ca:Camí de l'Altrabanda de Viladellops                                         |                                                      |                               | Modifica les dades a Wikidata |
|        | Cal Montané                   | Olèrdola                              | masia                      | 19th century                             | 41° 19′ 56″ N, 1° 43′ 19″ E / 41.33223°N,1.72204°E ca:La Serra                                                                                     |                                                      |                               | Modifica les dades a Wikidata |
|        | Cal Míliu                     | Olèrdola                              | masia                      |                                          | 41° 20′ 16″ N, 1° 44′ 32″ E / 41.3379059119308°N,1.7421870234973°E                                                                                 |                                                      |                               | Modifica les dades a Wikidata |
|        | Cal Passeres                  | Olèrdola                              | masia                      |                                          | 41° 18′ 55″ N, 1° 42′ 24″ E / 41.3153442952057°N,1.70661225899848°E                                                                                |                                                      |                               | Modifica les dades a Wikidata |
|        | Cal Pau                       | Olèrdola                              | masia                      |                                          | 41° 20′ 12″ N, 1° 43′ 59″ E / 41.3366428773398°N,1.73297318002585°E                                                                                |                                                      |                               | Modifica les dades a Wikidata |
|        | Cal Piques                    | Olèrdola                              | masia                      | 19th century                             | 41° 20′ 28″ N, 1° 44′ 23″ E / 41.3411742179351°N,1.73959033538399°E ca:Camí de la Creu de l'Embaràs                                                |                                                      |                               | Modifica les dades a Wikidata |
|        | Cal Romangat                  | Olèrdola                              | masia                      |                                          | 41° 19′ 33″ N, 1° 41′ 56″ E / 41.3259591231898°N,1.69898197815809°E                                                                                |                                                      |                               | Modifica les dades a Wikidata |
|        | Cal Rovirosa                  | Olèrdola                              | masia                      |                                          | 41° 19′ 56″ N, 1° 43′ 07″ E / 41.3322854483418°N,1.71852615216739°E                                                                                |                                                      |                               | Modifica les dades a Wikidata |
|        | Cal Sadurní                   | Olèrdola                              | masia                      | Estil: arquitectura eclèctica            | 41° 20′ 30″ N, 1° 44′ 38″ E / 41.3416°N,1.74387°E ca:Ctra. BV-2415, al costat de Sant Pere Molanta                                                 | bé cultural d'interès local                          | Cal Sadurní (Olèrdola)        | Modifica les dades a Wikidata |
|        | Cal Seligre                   | Olèrdola                              | masia                      |                                          | 41° 19′ 38″ N, 1° 43′ 35″ E / 41.3272748201651°N,1.72641529724065°E ca:Camí del Sant Sepulcre                                                      |                                                      |                               | Modifica les dades a Wikidata |
|        | Cal Ximet                     | Olèrdola                              | masia                      |                                          | 41° 18′ 17″ N, 1° 42′ 07″ E / 41.3046541394705°N,1.70196187067602°E                                                                                |                                                      |                               | Modifica les dades a Wikidata |
|        | Cal Xiropet                   | Olèrdola                              | masia                      |                                          | 41° 19′ 50″ N, 1° 43′ 03″ E / 41.3304828479639°N,1.71761744030879°E                                                                                |                                                      |                               | Modifica les dades a Wikidata |
|        | Can Castellví                 | Olèrdola                              | masia                      |                                          | 41° 18′ 17″ N, 1° 41′ 50″ E / 41.304799906583°N,1.69732424674164°E ca:A l'extrem oest del Fondo de la Seguera 281 msnm                             |                                                      | Can Castellví (Olèrdola)      | Modifica les dades a Wikidata |
|        | Can Ferran                    | Olèrdola                              | masia                      | 18th century                             | 41° 21′ 12″ N, 1° 44′ 20″ E / 41.3533076207841°N,1.7388063966672°E ca:Barri de Ferran                                                              |                                                      |                               | Modifica les dades a Wikidata |
|        | Can Moles                     | Olèrdola                              | masia                      |                                          | 41° 19′ 31″ N, 1° 45′ 55″ E / 41.3253823557603°N,1.76517878318433°E                                                                                |                                                      |                               | Modifica les dades a Wikidata |
|        | Can Pastor                    | Olèrdola                              | masia                      |                                          | 41° 20′ 18″ N, 1° 44′ 45″ E / 41.3382704079589°N,1.745872971146°E                                                                                  |                                                      |                               | Modifica les dades a Wikidata |
|        | Can Salvador                  | Olèrdola                              | masia                      |                                          | 41° 18′ 28″ N, 1° 44′ 15″ E / 41.3078683602843°N,1.73746064181253°E                                                                                |                                                      |                               | Modifica les dades a Wikidata |
|        | Can Torrents de Ferran        | Olèrdola                              | masia                      | Estil: arquitectura popular 18th century | 41° 21′ 13″ N, 1° 44′ 22″ E / 41.3535°N,1.73958°E ca:Barriada de Ferran, Sant Pere Molanta                                                         | bé cultural d'interès local                          | Can Torrents de Ferran        | Modifica les dades a Wikidata |
|        | Can Torres de la Font Tallada | Olèrdola                              | masia                      | Estil: arquitectura popular 1742         | 41° 20′ 13″ N, 1° 44′ 29″ E / 41.337°N,1.74134°E ca:A pocs metres al SW del barri de Can Torres                                                    | bé integrant del patrimoni cultural català           | Can Torres de la Font Tallada | Modifica les dades a Wikidata |
|        | Can Trabal                    | Olèrdola                              | masia                      | Estil: arquitectura popular 19th century | 41° 19′ 04″ N, 1° 45′ 16″ E / 41.3177644356866°N,1.75453391958108°E ca:Av. de Can Trabal                                                           |                                                      |                               | Modifica les dades a Wikidata |
|        | Fontallada                    | Olèrdola                              | masia                      |                                          | 41° 20′ 10″ N, 1° 44′ 24″ E / 41.3361697635828°N,1.7399258473932°E                                                                                 |                                                      |                               | Modifica les dades a Wikidata |
|        | Mas Rabassa                   | Olèrdola                              | masia                      |                                          | 41° 20′ 09″ N, 1° 43′ 27″ E / 41.3358074014813°N,1.72420548239325°E ca:Can Rabassa                                                                 |                                                      |                               | Modifica les dades a Wikidata |
|        | Mas Romeu                     | Olèrdola                              | masia jaciment arqueològic | Estat: ruïnós                            | 41° 19′ 44″ N, 1° 43′ 28″ E / 41.3287933242181°N,1.72444988866676°E ca:Els Pinets                                                                  | espai de protecció arqueològica                      |                               | Modifica les dades a Wikidata |
|        | Maset de les Pomeres          | Olèrdola                              | masia                      | 19th century                             | 41° 20′ 06″ N, 1° 44′ 46″ E / 41.3350314048274°N,1.74620997583504°E ca:El Molinet                                                                  |                                                      |                               | Modifica les dades a Wikidata |
|        | Maset del Sadurní             | Olèrdola                              | masia                      | 19th century                             | 41° 20′ 23″ N, 1° 45′ 01″ E / 41.3397323769452°N,1.75026701344991°E ca:La Saulonera                                                                |                                                      |                               | Modifica les dades a Wikidata |
|        | Masia Porroig                 | Olèrdola                              | masia                      | Estil: arquitectura modernista           | 41° 21′ 31″ N, 1° 43′ 25″ E / 41.3586°N,1.72348°E ca:Accés des del P.I. de Sant Pere Molanta                                                       | bé cultural d'interès local                          | Masia Porroig                 | Modifica les dades a Wikidata |
|        | Masia de Penafel              | Santa Margarida i els Monjos Olèrdola | masia casa forta           | Estil: arquitectura popular              | 41° 19′ 01″ N, 1° 41′ 00″ E / 41.316923°N,1.68339°E ca:El topònim de Penafel ja determina una zona de referència al municipi                       | bé d'interès cultural bé cultural d'interès nacional | Masia de Penyafel             | Modifica les dades a Wikidata |
|        | Rocallisa                     | Olèrdola                              | masia                      |                                          | 41° 19′ 36″ N, 1° 41′ 59″ E / 41.3265351044905°N,1.69973526514846°E                                                                                |                                                      |                               | Modifica les dades a Wikidata |
|        | Segarrulls                    | Olèrdola                              | masia                      |                                          | 41° 18′ 28″ N, 1° 43′ 05″ E / 41.3076731685247°N,1.71817205480714°E ca:Camí del Conjunt Monumental d'Olèrdola                                      |                                                      |                               | Modifica les dades a Wikidata |
|        | el Molí de Vent               | Olèrdola                              | masia                      |                                          | 41° 17′ 12″ N, 1° 44′ 03″ E / 41.2867108087531°N,1.73427411812406°E                                                                                |                                                      |                               | Modifica les dades a Wikidata |
|        | la Barquera                   | Olèrdola                              | masia                      |                                          | 41° 19′ 51″ N, 1° 44′ 40″ E / 41.3307953121089°N,1.74431946446814°E                                                                                |                                                      |                               | Modifica les dades a Wikidata |
|        | la Bassa dels Porcs           | Olèrdola                              | masia                      |                                          | 41° 19′ 21″ N, 1° 41′ 44″ E / 41.3223883026258°N,1.69545654402804°E                                                                                |                                                      |                               | Modifica les dades a Wikidata |
|        | la Casa Gran                  | Olèrdola                              | masia                      |                                          | 41° 18′ 22″ N, 1° 44′ 11″ E / 41.3062350383559°N,1.73636927906907°E                                                                                |                                                      |                               | Modifica les dades a Wikidata |
|        | la Casa Nova                  | Olèrdola Vilafranca del Penedès       | masia                      |                                          | 41° 19′ 37″ N, 1° 40′ 58″ E / 41.3268834644271°N,1.68284409472451°E                                                                                |                                                      |                               | Modifica les dades a Wikidata |
|        | la Caseta                     | Olèrdola                              | masia                      |                                          | 41° 19′ 40″ N, 1° 43′ 47″ E / 41.3277247250407°N,1.72963287098533°E                                                                                |                                                      |                               | Modifica les dades a Wikidata |
|        | la Caseta                     | Olèrdola                              | masia                      |                                          | 41° 20′ 19″ N, 1° 44′ 24″ E / 41.3385931661307°N,1.73996279231604°E                                                                                |                                                      |                               | Modifica les dades a Wikidata |
|        | la Muntanyeta                 | Olèrdola                              | masia                      |                                          | 41° 19′ 07″ N, 1° 42′ 19″ E / 41.3187079046376°N,1.7053509796649°E ca:Parc de la Muntanyeta                                                        |                                                      |                               | Modifica les dades a Wikidata |
|        | la Rectoria                   | Olèrdola                              | masia                      |                                          | 41° 20′ 31″ N, 1° 44′ 37″ E / 41.3418500759067°N,1.74373659260405°E                                                                                |                                                      |                               | Modifica les dades a Wikidata |
|        | la Serra                      | Olèrdola                              | masia                      |                                          | 41° 19′ 49″ N, 1° 43′ 00″ E / 41.3303000239009°N,1.71656943852104°E                                                                                |                                                      |                               | Modifica les dades a Wikidata |
|        | la Torre Blanca               | Olèrdola                              | masia                      | Estil: Renaixement                       | 41° 19′ 58″ N, 1° 44′ 00″ E / 41.3327°N,1.73324°E ca:A 1,5 km al nord del nucli de Sant Miquel d'Olèrdola. A prop de l'església del Sant Sepulcre  | bé integrant del patrimoni cultural català           | La Torre Blanca (Olèrdola)    | Modifica les dades a Wikidata |
|        | la Vall                       | Olèrdola                              | masia                      |                                          | 41° 18′ 10″ N, 1° 41′ 27″ E / 41.30281037426°N,1.6909111718736°E                                                                                   |                                                      |                               | Modifica les dades a Wikidata |
|        | les Garrigues                 | Olèrdola                              | masia                      |                                          | 41° 18′ 40″ N, 1° 44′ 54″ E / 41.3112118538068°N,1.74833901614372°E ca:Camí de Can Trabal a les Garrigues                                          |                                                      |                               | Modifica les dades a Wikidata |
|        | les Planes                    | Olèrdola                              | masia                      |                                          | 41° 19′ 05″ N, 1° 42′ 43″ E / 41.3180787960091°N,1.71189877827031°E                                                                                |                                                      |                               | Modifica les dades a Wikidata |

## muntanya
| imatge | Nom                       | Ubicat a                                 | instància de | Detalls | coordenades                                                             | Protecció | Commons (més fotos)         | Dades a WD                    |
| ------ | ------------------------- | ---------------------------------------- | ------------ | ------- | ----------------------------------------------------------------------- | --------- | --------------------------- | ----------------------------- |
|        | Penya de l'Escofet        | Canyelles Olèrdola                       | muntanya     |         | 41° 17′ 21″ N, 1° 42′ 06″ E / 41.2892°N,1.7015888888888888°E 443.5 msnm |           | Penya de l'Escofet          | Modifica les dades a Wikidata |
|        | Penya del Papiol          | Olèrdola                                 | muntanya     |         | 41° 19′ 22″ N, 1° 44′ 38″ E / 41.3229°N,1.7438°E 381 msnm               |           | Penya del Papiol            | Modifica les dades a Wikidata |
|        | Puig de Portes            | Olèrdola Olivella                        | muntanya     |         | 41° 18′ 01″ N, 1° 44′ 56″ E / 41.30030556°N,1.74880556°E 267.4 msnm     |           |                             | Modifica les dades a Wikidata |
|        | Puig de l'Àliga           | Canyelles Olèrdola                       | muntanya     |         | 41° 17′ 02″ N, 1° 41′ 51″ E / 41.2838672007°N,1.69738245456°E 464 msnm  |           | Puig de l'Àliga (Canyelles) | Modifica les dades a Wikidata |
|        | Turó de les Tres Partions | Canyelles Castellet i la Gornal Olèrdola | muntanya     |         | 41° 16′ 50″ N, 1° 41′ 35″ E / 41.28053°N,1.693031°E 435 msnm            |           | Turó de les Tres Partions   | Modifica les dades a Wikidata |
|        | Turó del Pi de la Jeia    | Olèrdola                                 | muntanya     |         | 41° 17′ 50″ N, 1° 41′ 37″ E / 41.29736111°N,1.69372222°E 340.9 msnm     |           |                             | Modifica les dades a Wikidata |
|        | Turó del Xeco             | Olèrdola                                 | muntanya     |         | 41° 17′ 04″ N, 1° 41′ 33″ E / 41.284515°N,1.692478°E 391 msnm           |           |                             | Modifica les dades a Wikidata |

## nucli de població
| imatge | Nom             | Ubicat a                        | instància de      | Detalls | coordenades                                                                                 | Protecció                   | Commons (més fotos) | Dades a WD                    |
| ------ | --------------- | ------------------------------- | ----------------- | ------- | ------------------------------------------------------------------------------------------- | --------------------------- | ------------------- | ----------------------------- |
|        | Can Torres      | Olèrdola                        | nucli de població |         | 41° 20′ 04″ N, 1° 42′ 08″ E / 41.334464264411°N,1.7022280057801°E                           |                             |                     | Modifica les dades a Wikidata |
|        | Cases de Ferran | Olèrdola                        | nucli de població |         | 41° 21′ 12″ N, 1° 44′ 23″ E / 41.3532°N,1.73959°E ca:Al N de Sant Pere Molanta              | bé cultural d'interès local | Cases de Ferran     | Modifica les dades a Wikidata |
|        | la Serreta      | Olèrdola Vilafranca del Penedès | nucli de població |         | 41° 19′ 58″ N, 1° 43′ 08″ E / 41.33285061288°N,1.7189903228658°E ca:Al sud-est del municipi |                             |                     | Modifica les dades a Wikidata |

## pedrera
| imatge | Nom                       | Ubicat a | instància de                 | Detalls      | coordenades                                                              | Protecció | Commons (més fotos) | Dades a WD                    |
| ------ | ------------------------- | -------- | ---------------------------- | ------------ | ------------------------------------------------------------------------ | --------- | ------------------- | ----------------------------- |
|        | Pedrera de Mas Rabassa    | Olèrdola | pedrera                      |              | 41° 20′ 05″ N, 1° 43′ 30″ E / 41.3346°N,1.72497°E ca:Camí de mas Rabassa |           |                     | Modifica les dades a Wikidata |
|        | Pedrera de mas Romeu      | Olèrdola | pedrera                      | 19th century | 41° 19′ 36″ N, 1° 43′ 27″ E / 41.32657°N,1.72406°E ca:Mas Romeu          |           |                     | Modifica les dades a Wikidata |
|        | el Pedregar               | Olèrdola | pedrera                      |              | 41° 18′ 07″ N, 1° 41′ 52″ E / 41.3018765196476°N,1.69768104927699°E      |           |                     | Modifica les dades a Wikidata |
|        | pedrera de l'Arboçar      | Olèrdola | pedrera                      |              | 41° 20′ 25″ N, 1° 45′ 13″ E / 41.3402986966099°N,1.75348314633562°E      |           |                     | Modifica les dades a Wikidata |
|        | pedrera romana d'Olèrdola | Olèrdola | pedrera jaciment arqueològic |              | 41° 18′ 10″ N, 1° 42′ 33″ E / 41.30291°N,1.70915°E                       |           |                     | Modifica les dades a Wikidata |
|        | pedreres d'Olèrdola       | Olèrdola | pedrera                      |              | 41° 18′ 57″ N, 1° 43′ 48″ E / 41.3158852390919°N,1.73011370027894°E      |           |                     | Modifica les dades a Wikidata |

## pont
| imatge | Nom                               | Ubicat a | instància de | Detalls                                           | coordenades                                                              | Protecció                                  | Commons (més fotos) | Dades a WD                    |
| ------ | --------------------------------- | -------- | ------------ | ------------------------------------------------- | ------------------------------------------------------------------------ | ------------------------------------------ | ------------------- | ----------------------------- |
|        | Pont al paratge de la Parellada   | Olèrdola | pont         | Estil: arquitectura popular 1947 Estat: bon estat | 41° 19′ 31″ N, 1° 42′ 55″ E / 41.3252°N,1.71525°E ca:Camí dels Ametllers | bé integrant del patrimoni cultural català |                     | Modifica les dades a Wikidata |
|        | Pont del torrent de les Jonqueres | Olèrdola | pont         | Estil: arquitectura popular                       |                                                                          | bé integrant del patrimoni cultural català |                     | Modifica les dades a Wikidata |

## serra
| imatge | Nom                   | Ubicat a                                               | instància de | Detalls | coordenades                                                         | Protecció | Commons (més fotos)   | Dades a WD                    |
| ------ | --------------------- | ------------------------------------------------------ | ------------ | ------- | ------------------------------------------------------------------- | --------- | --------------------- | ----------------------------- |
|        | serra de la Cogullada | Canyelles Olèrdola                                     | serra        |         | 41° 17′ 49″ N, 1° 42′ 41″ E / 41.29691389°N,1.71145556°E 362.3 msnm |           |                       | Modifica les dades a Wikidata |
|        | serra de les Gunyoles | Avinyonet del Penedès Olèrdola Sant Cugat Sesgarrigues | serra        |         | 41° 20′ 36″ N, 1° 46′ 17″ E / 41.343236°N,1.771394°E                |           | Serra de les Gunyoles | Modifica les dades a Wikidata |

## torre de defensa
| imatge | Nom                  | Ubicat a    | instància de     | Detalls                                   | coordenades                                                                        | Protecció                                            | Commons (més fotos)  | Dades a WD                    |
| ------ | -------------------- | ----------- | ---------------- | ----------------------------------------- | ---------------------------------------------------------------------------------- | ---------------------------------------------------- | -------------------- | ----------------------------- |
|        | Torre de Moja        | Moja        | torre de defensa | Estil: arquitectura romànica              | 41° 19′ 34″ N, 1° 41′ 25″ E / 41.326231°N,1.690358°E ca:Te Deum, 3 246 msnm        | bé d'interès cultural bé cultural d'interès nacional | Torre de Moja        | Modifica les dades a Wikidata |
|        | Torre de Viladellops | Viladellops | torre de defensa | Estil: arquitectura romànica 11st century | 41° 18′ 20″ N, 1° 44′ 11″ E / 41.3055°N,1.73651°E ca:Ctra. C-244, km 3,15 198 msnm | bé d'interès cultural bé cultural d'interès nacional | Torre de Viladellops | Modifica les dades a Wikidata |

## Misc
| imatge | Nom                                   | Ubicat a                                                                         | instància de                           | Detalls                                 | coordenades | Protecció                                  | Commons (més fotos)    | Dades a WD                    |
| ------ | ------------------------------------- | -------------------------------------------------------------------------------- | -------------------------------------- | --------------------------------------- | --- | ------------------------------------------ | ---------------------- | ----------------------------- |
|        | Bassa de la Muntanyeta                | Olèrdola                                                                         | bassa                                  |                                         | 41° 19′ 13″ N, 1° 41′ 21″ E / 41.32016°N,1.68925°E ca:Camí de Penyafel                                                                               |                                            |                        | Modifica les dades a Wikidata |
|        | Celler de Cal Sadurní                 | Olèrdola                                                                         | celler                                 | 20th century                            | 41° 20′ 30″ N, 1° 44′ 42″ E / 41.34164278961305°N,1.7450886597149615°E ca:Sant Pere Molanta. Davant de Cal Sadurní, a l'altre costat de la carretera |                                            |                        | Modifica les dades a Wikidata |
|        | Conjunt monumental d'Olèrdola         | Olèrdola                                                                         | conjunt històric                       |                                         | 41° 18′ 06″ N, 1° 42′ 33″ E / 41.301604°N,1.709047°E ca:Ctra. C-244, km. 2                                                                           |                                            | Castell d'Olèrdola     | Modifica les dades a Wikidata |
|        | Corral Nou                            | Olèrdola                                                                         | cabana                                 |                                         | 41° 19′ 33″ N, 1° 43′ 08″ E / 41.325848402707°N,1.71881958510475°E ca:Camí de Rossend Montané                                                        |                                            |                        | Modifica les dades a Wikidata |
|        | El Jardí dels Ocells                  | Olèrdola                                                                         | bird park                              |                                         | 41° 19′ 05″ N, 1° 42′ 04″ E / 41.31795268682521°N,1.701028571820419°E                                                                                |                                            |                        | Modifica les dades a Wikidata |
|        | El Papiol                             | Olèrdola                                                                         | vèrtex geodèsic                        | Alt: 1.2m                               | 41° 19′ 23″ N, 1° 44′ 38″ E / 41.322947°N,1.743819°E 382.816 msnm                                                                                    |                                            |                        | Modifica les dades a Wikidata |
|        | Molí fariner d'en Coll                | Olèrdola                                                                         | molí d'aigua                           | Estil: arquitectura popular             | 41° 19′ 37″ N, 1° 42′ 37″ E / 41.326808°N,1.710242°E                                                                                                 | bé integrant del patrimoni cultural català | Molí fariner d'en Coll | Modifica les dades a Wikidata |
|        | Monument de Josep Raventós            | Olèrdola                                                                         | monument                               | 2019                                    | 41° 20′ 12″ N, 1° 44′ 29″ E / 41.33665°N,1.74142°E ca:Veïnat de les Torres                                                                           |                                            |                        | Modifica les dades a Wikidata |
|        | Nucli de les Torres                   | Olèrdola                                                                         | conjunt d'edificis                     |                                         | 41° 20′ 11″ N, 1° 44′ 30″ E / 41.33645°N,1.74169°E ca:Can Torres                                                                                     |                                            |                        | Modifica les dades a Wikidata |
|        | Parc d'Olèrdola                       | Canyelles Olèrdola                                                               | espai d'interès natural àrea protegida | Superfície: 608ha                       | 41° 18′ 15″ N, 1° 42′ 34″ E / 41.304175°N,1.709318°E                                                                                                 |                                            | Parc d'Olèrdola        | Modifica les dades a Wikidata |
|        | Polígon industrial Clot del Pujolet   | Olèrdola                                                                         | polígon industrial                     |                                         | 41° 19′ 52″ N, 1° 41′ 52″ E / 41.3310082636672°N,1.69782991628826°E                                                                                  |                                            |                        | Modifica les dades a Wikidata |
|        | Premsa del Polígon de Sant Pere       | Olèrdola                                                                         | mobiliari urbà                         | 20th century                            | 41° 21′ 22″ N, 1° 43′ 58″ E / 41.3561761°N,1.7327069°E ca:Polígon industrial de Sant Pere Molanta                                                    |                                            |                        | Modifica les dades a Wikidata |
|        | avenc de Viladellops                  | Olèrdola                                                                         | avenc                                  |                                         | 41° 18′ 11″ N, 1° 43′ 41″ E / 41.3031064992144°N,1.72792491685513°E                                                                                  |                                            |                        | Modifica les dades a Wikidata |
|        | capella de Cal Ferreny                | Olèrdola                                                                         | capella                                | 19th century                            | 41° 19′ 27″ N, 1° 43′ 48″ E / 41.32422°N,1.72994°E ca:Cal Ferreny                                                                                    |                                            |                        | Modifica les dades a Wikidata |
|        | casa consistorial d'Olèrdola          | Olèrdola                                                                         | casa consistorial                      |                                         | 41° 19′ 16″ N, 1° 43′ 18″ E / 41.3211061°N,1.7217054°E                                                                                               |                                            | Town hall of Olèrdola  | Modifica les dades a Wikidata |
|        | cisterna de Ca l'Esperanceta          | Olèrdola                                                                         | cisterna element arquitectònic         | 19th century                            | 41° 19′ 19″ N, 1° 42′ 04″ E / 41.3219591°N,1.7010806°E ca:Ca l'Esperanceta                                                                           |                                            |                        | Modifica les dades a Wikidata |
|        | creu de terme de Moja                 | Olèrdola                                                                         | creu de terme creu de la Santa Missió  | Estil: arquitectura popular 1950        | 41° 19′ 37″ N, 1° 41′ 27″ E / 41.3269°N,1.69074°E ca:A l'entrada al poble de Moja per la carretera BV-2119                                           | bé integrant del patrimoni cultural català | Creu de terme de Moja  | Modifica les dades a Wikidata |
|        | dipòsit controlat de runes d'Olèrdola | Olèrdola                                                                         | abocador                               |                                         | 41° 19′ 01″ N, 1° 44′ 03″ E / 41.31685162343927°N,1.7340803146362307°E                                                                               |                                            |                        | Modifica les dades a Wikidata |
|        | l'Altrabanda                          | Olèrdola                                                                         | caseria                                |                                         | |                                            |                        | Modifica les dades a Wikidata |
|        | pou de Ca l'Albert                    | Olèrdola                                                                         | pou element arquitectònic              | 19th century                            | 41° 19′ 25″ N, 1° 41′ 52″ E / 41.32361°N,1.69773°E ca:Camí del Maset                                                                                 |                                            |                        | Modifica les dades a Wikidata |
|        | riera de Ribes                        | les Cabanyes Vilafranca del Penedès Olèrdola Canyelles Sant Pere de Ribes Sitges | curs d'aigua                           | Desemboca: mar Mediterrània Llarg: 18km | 41° 22′ 39″ N, 1° 41′ 27″ E / 41.37753°N,1.69084°E 41° 13′ 25″ N, 1° 46′ 59″ E / 41.223604°N,1.783024°E ca:Zona Terramar                             |                                            | Riera de Ribes         | Modifica les dades a Wikidata |